# Opel GT Concept
Le GT Concept est un concept car du constructeur automobile allemand Opel dévoilé début 2016 et présenté pour la première fois lors du salon de Genève. Il reprend l'héritage de l'Opel GT de 1965, et annonce le retour éventuel d'un petit coupé sportif dans la gamme du constructeur au blitz.

## Aperçu

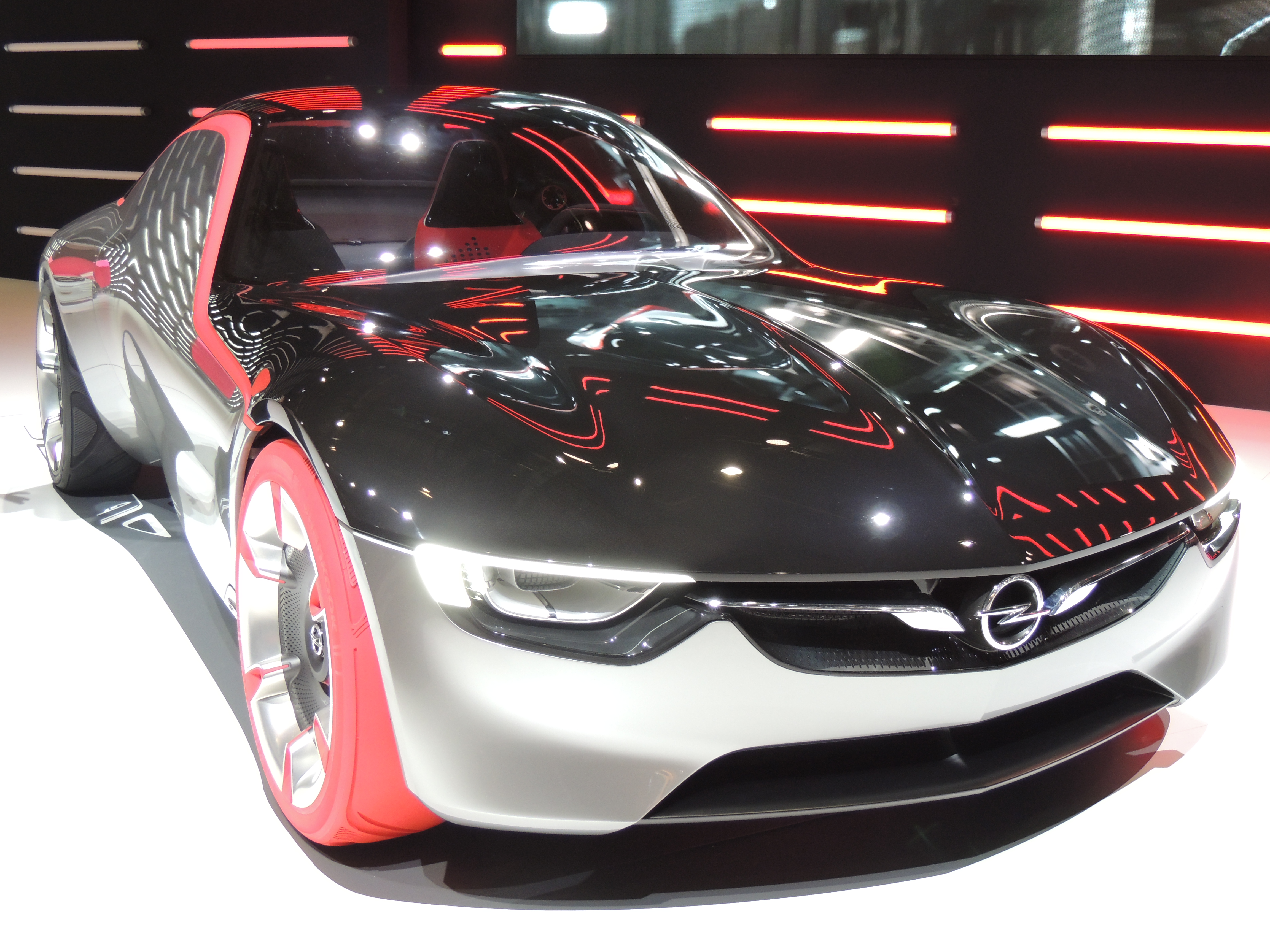

La voiture est à propulsion arrière. Grâce à l’utilisation de technologies modernes, le prototype n’utilise ni rétroviseurs ni poignées de porte. La rangée de sièges est fixe et le conducteur peut régler le volant et les pédales. Au moment de la présentation, la voiture n’avait pas de moteur et elle était tirée par une unité électrique auxiliaire. Opel prévoyait d’équiper la version commerciale d’un moteur trois cylindres de 145 ch et d’une cylindrée d’un litre.
Le véhicule est équipé d’un éclairage matriciel LED et dispose de sièges sport. Le volant est en forme de U et possède des palettes de changement de vitesse. Les rétroviseurs extérieurs inexistants sont remplacés par des caméras dont les images s’affichent à gauche et à droite du compteur.